# Giovanni Ivan Scratuglia
Giovanni Ivan Scratuglia, né le 11 novembre 1938 à Lagosta en Italie (aujourd'hui Lastovo en Croatie), mort à Rome le 21 mai 2013, est un acteur italien de cinéma.

## Biographie
Giovanni Ivan Scratuglia est diplômé du Centro sperimentale di cinematografia de Rome, et a été surtout actif comme acteur dans les années 1960 : il a joué dans plus de cent films, en grande partie dans des westerns spaghetti.